# NGC 3866
NGC 3866 est une galaxie spirale barrée située dans la constellation du Coupe. NGC 3866 a été découverte par l'astronome britannique Andrew Ainslie Common en 1880. Cette galaxie a aussi été observée par l'astronome américain Francis Leavenworth en 1866 et elle a été inscrite au catalogue NGC sous la désignation NGC 3858.

## Caractéristiques
La classe de luminosité de NGC 3866 est I et elle renferme des régions d'hydrogène ionisé.

### Distance
Sa vitesse par rapport au fond diffus cosmologique est de 6 092 ± 34 km/s, ce qui correspond à une distance de Hubble de 89,9 ± 6,3 Mpc (∼293 millions d'al).

### Classification
Une barre est clairement visible au centre de cette galaxie ; le classement de spirale barrée par les bases de données NASA/IPAC ainsi qu'HyperLeda semblent mieux convenir à cette galaxie.

### Galaxie de Seyfert
NGC 3866 est une galaxie active de type Seyfert 2.

## Paire de galaxies?
Il est étonnant qu'aucune des sources consultés ne mentionne pas que NGC 3865 et NGC 3866 pourraient former une paire de galaxies. Elles sont en effet presque à la même distance de la Voie lactée (89,5 Mpc et 89,9 Mpc) et assez rapprochées sur la sphère céleste pour former une paire de galaxies, même si elles ne sont pas en interaction gravitationnelle.